# Sensori di parcheggio
I sensori di parcheggio costituiscono una tecnologia che permette al guidatore di un'automobile, camion o autobus di essere messo a conoscenza della distanza tra il proprio veicolo e un altro veicolo vicino o un ostacolo in genere durante le manovre.
Esistono variazioni nel disegno, tecnologia e caratteristiche di interfaccia, ma il sistema base prevede l'installazione di sensori sui paraurti dei veicoli. Questi sensori emettono onde ultrasoniche, e alcuni prodotti recentemente anche elettromagnetiche, che intercettano l'ostacolo ad essi più vicino e inviano le informazioni a una scheda elettronica, il controller, installata all'interno del veicolo stesso. Il controller elabora le informazioni e le trasmette a un altoparlante che emette toni intermittenti con intensità e frequenza variabile per dare l'idea della variabilità della distanza e dell'approssimarsi del contatto. Oppure le trasmette a led luminosi che con lo stesso criterio si accendono progressivamente, o ancora a una combinazione dei due sistemi.

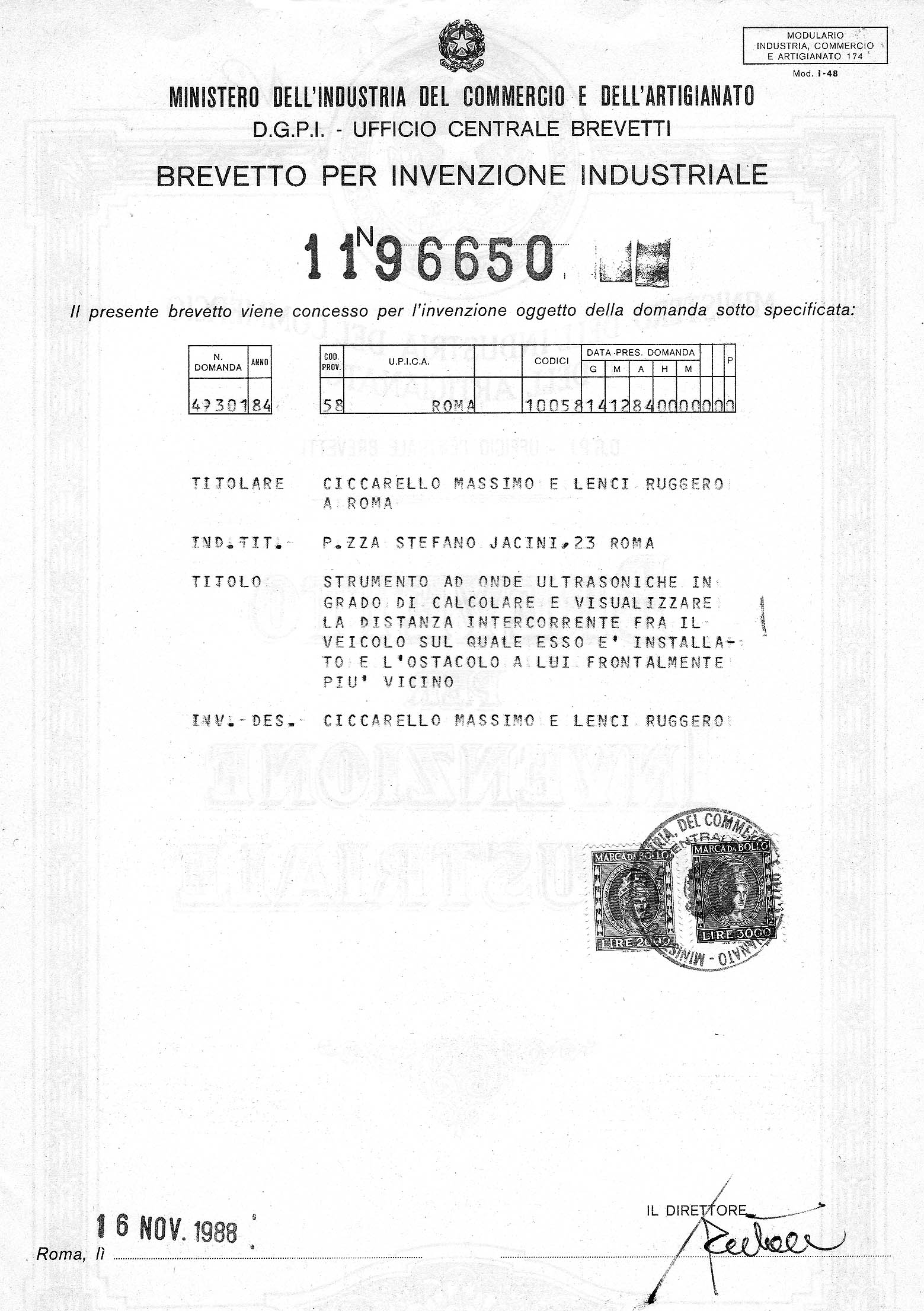
Un file del documento del Park Radar

Il primo brevetto dei sensori di parcheggio a onde ultrasoniche è avvenuto in Italia dall'Ing. Massimo Ciccarello e dall'Arch. Ruggero Lenci
La presenza di due o quattro cerchietti di circa 15 mm di diametro sul paraurti delle automobili indica la presenza dei sensori di parcheggio a onde ultrasoniche. 
I sensori di parcheggio vengono prodotti e installati sulle automobili di tutto il mondo, sia di serie, sia come accessori.
Dal 1989 fino agli anni 2000 si sono succeduti diversi brevetti dei sensori di parcheggio, in particolar modo negli Stati Uniti.